# Pseudolasius sumatrensis
Pseudolasius sumatrensis är en myrart som först beskrevs av Mayr 1883.  Pseudolasius sumatrensis ingår i släktet Pseudolasius och familjen myror. Inga underarter finns listade i Catalogue of Life.